# La buena Lady Ducayne
La buena Lady Ducayne (Good Lady Ducayne) es un cuento de terror escrito por la autora Mary Elizabeth Braddon en 1896. Este relato relaciona el género del vampirismo con las transfusiones de sangre y la tecnología médica victoriana.

## Sinopsis
En busca de trabajo para ayudar a su madre, la joven Bella Rolleston acude a una entrevista para entrar al servicio de Lady Ducayne, una anciana de salud delicada.
En principio, Bella está satisfecha, el trato de Lady Ducayne es agradable, y el salario es bueno, al mismo tiempo que comienza a congeniar con el resto de los criados de la dama. Poco después emprenden un viaje a Italia.
Sin embargo, la madre de Bella comienza a preocuparse, pues no está segura de que su hija sea tan feliz como parece, pues ahora de alguna manera parece más fatigada, menos vivaz, y teme que de alguna forma esté enfermando.
El novio de Bella, Herbert Stafford, también inquieto por los temores de la madre de Bella, comienza a investigar el entorno de Lady Ducayne, y descubre que varias doncellas al servicio de la anciana murieron en los últimos años de forma imprevista, debilitadas a pesar de su juventud y vitalidad.
Tras realizar una serie de averiguaciones, Herbert se enfrenta a Lady Ducayne con la verdad: el doctor Leopold Parravicini, médico personal de la anciana, ha estado manteniéndola con vida realizando trasfusiones de sangre que obtiene de sus doncellas, previamente dormidas con cloroformo. Lady Ducayne acepta impasible las acusaciones de Stafford, y decide dejar marchar a Bella, cansada de las consecuencias de su tratamiento.
Tiempo después, Herbert y Bella se casan. Bella recibe un cheque de 1000 libras a su nombre enviado por Lady Ducayne, debido a los servicios prestados.

## Adaptación cinematográfica
Aunque no es una adaptación directa, La buena Lady Ducayne influyó en la película italiana I vampiri ("Los vampiros") (1956), dirigida por Riccardo Freda, y protagonizada por su esposa Gianna Maria Canale. La trama cuenta la historia de una aristócrata que necesita la sangre de jóvenes para rejuvenecer y así adoptar la personalidad de su bella sobrina.